# Jan de Vries
Jan Pieter Marie Laurens de Vries (11 de fevereiro de 1890 - 23 de julho de 1964) foi um filólogo holandês, linguista, cientista das religiões, folclorista, educador, escritor, editor e funcionário público especializado em estudos germânicos.
Poliglota, de Vries estudou holandês, alemão, sânscrito e páli na Universidade de Amsterdã de 1907 a 1913 e obteve um doutorado em línguas nórdicas na Universidade de Leiden em 1915 com grande distinção. Posteriormente, autor de uma série de trabalhos importantes sobre uma variedade de assuntos, de Vries foi nomeado em 1926 como Cadeira de Lingüística e Filologia Germânica Antiga na Universidade de Leiden. Nos anos subseqüentes, de Vries desempenhou um papel importante em Leiden como administrador e conferencista, enquanto publicava uma série de obras importantes sobre religião germânica e literatura nórdica antiga. Combinado com seus deveres universitários, de Vries foi um dos principais membros do Maatschappij der Nederlandse Letterkunde e da Academia Real de Língua e Literatura Holandesa, liderou várias organizações civis, editou várias enciclopédias e revistas e foi fundamental para estabelecer os estudos de folclore como uma disciplina científica.
De Vries colaborou com os nazistas durante a Segunda Guerra Mundial. Quando a democracia foi restaurada na Holanda em 1945, ele foi preso por vários anos, demitido de sua universidade, expulso das sociedades científicas das quais havia sido um membro importante e privado do direito de voto. Ele finalmente recebeu permissão para trabalhar como professor de escola secundária em Oostburg. Vivendo isolado e com toda a sua biblioteca destruída durante a guerra, de Vries dedicou-se à escrita. Nos anos seguintes, ele escreveu uma série de obras influentes sobre religião celta, etimologia nórdica antiga e holandesa, e revisou as segundas edições de suas obras sobre religião germânica e literatura nórdica antiga. Seus trabalhos sobre esses assuntos formaram uma base central para a pesquisa moderna e permaneceram como textos padrão até os dias atuais.

## Biografia
Jan Pieter Marie Laurens de Vries nasceu em Amsterdã, Holanda, em 11 de fevereiro de 1890. Era filho do professor Laurens de Vries e de Anthonetta Christina Vermast.
Depois de se formar na Hogere Burgerschool, de Vries estudou holandês, alemão, sânscrito e páli com Jan te Winkel na Universidade de Amsterdã de 1909 a 1913, onde recebeu seu bacharelado e mestrado com grande distinção. De Vries tornou-se um poliglota . Ele obteve seu PhD na Universidade de Leiden em 1915 sob a supervisão de Richard Constant Boer. Sua dissertação, Studiën over Faerörsche balladen (1915), examinou a literatura faroense e foi recebida com aclamação da crítica.
De Vries foi convocado para o exército holandês em 1914, servindo em Brabante do Norte durante a Primeira Guerra Mundial. Ele se aposentou como oficial em 1919. De Vries relatou suas experiências na guerra no romance Een singeling in the mass (1918), publicado sob o pseudônimo de Jan van Lokeren. De Vries foi nomeado professor do ensino médio em Arnhem em 1919. Em 1920, de Vries fez uma viagem de estudos de quatro meses à Noruega, onde se familiarizou com a língua escandinava e finlandesa. Contemporâneo com suas funções de professor em Arnhem, de Vries escreveu uma série de obras importantes, incluindo De Wikingen in de lage landen bij de zee (1923), Henrik Ibsen (1924) e Geschiedenis der Nederlandsche Letterkunde (1925).

## Carreira na Universidade de Leiden

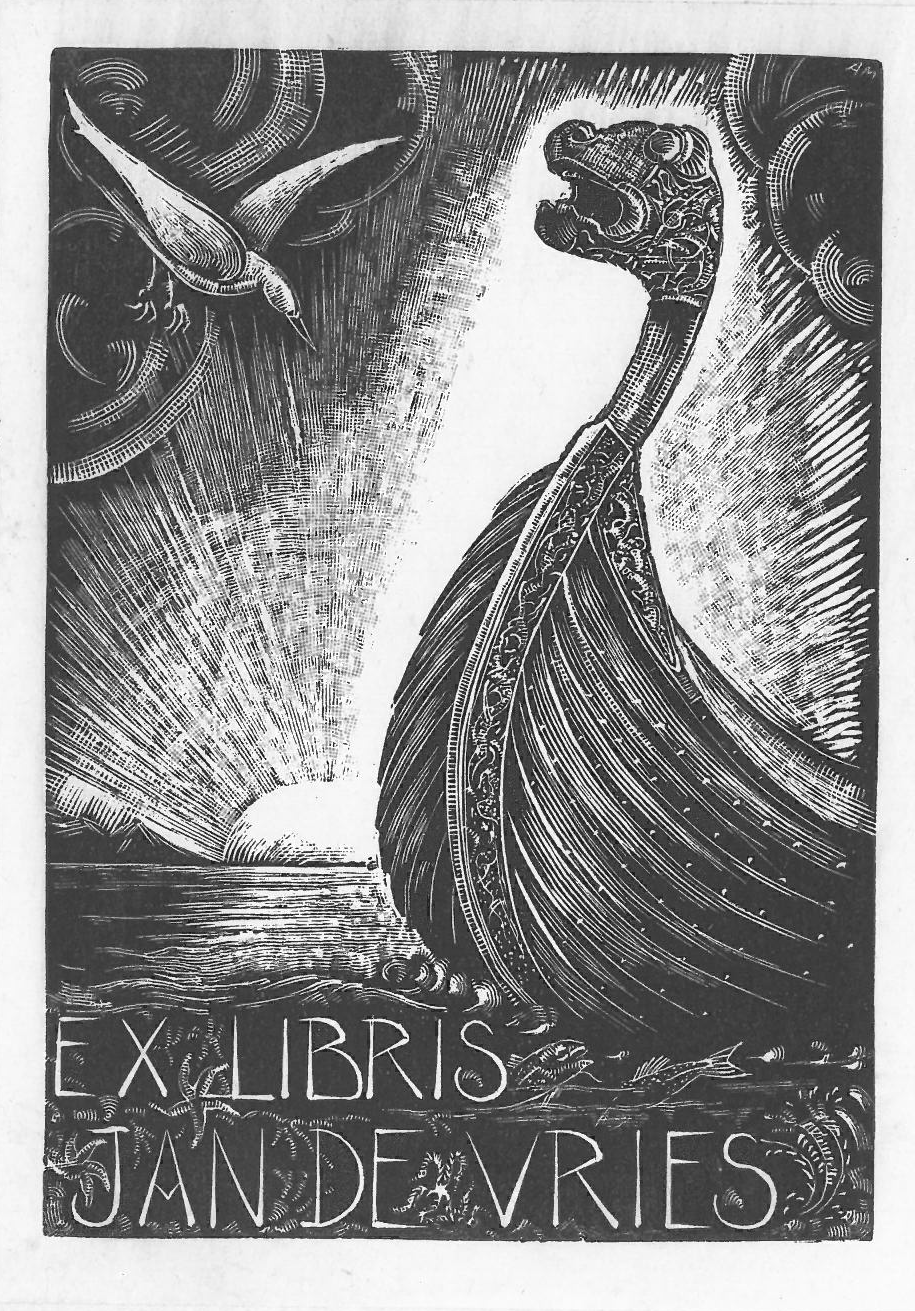
Uma placa ex libris de um livro pertencente a Jan de Vries.

Em 1926, de Vries foi nomeado Cadeira de Lingüística e Filologia Germânica Antiga na Universidade de Leiden. Este post também cobriu estudos indo-europeus. Em Leiden, de Vries ensinou lingüística indo-européia e germânica, com foco particular na literatura dos primeiros povos germânicos. Reconstruir a cultura germânica inicial e apresentá-la ao público tornou-se uma paixão vitalícia para de Vries.
Em Leiden, de Vries destacou-se como professor, organizador e estudioso de habilidade e produtividade incomuns. Alunos de de Vries mais tarde o descreveriam como um professor brilhante, e sua habilidade a esse respeito é substanciada pelo grande número de teses de doutorado influentes que foram concluídas sob sua supervisão. Ele era um escritor talentoso e altamente produtivo, com uma capacidade incomum de analisar e apresentar problemas difíceis de maneira clara. Isso lhe permitiu escrever uma série de obras de sucesso destinadas ao público popular.
De Germaansche Oudheid (1930), de de Vries, apresentou os antigos povos germânicos ao público holandês e foi um grande sucesso. Posteriormente, foi publicado em uma segunda edição sob o título De Germanen (1941). Ele foi o editor e a força motriz por trás da quinta edição da Algemene Encyclopédie (Enciclopédia Geral) de Winkler Prins, que foi publicada em 16 volumes em 1932–1938.  De 1934 a 1939, de Vries foi presidente do prestigiado Maatschappij der Nederlandse Letterkunde.
No início da década de 1930, de Vries era reconhecido como a maior autoridade mundial em religião germânica. Como tal, de Vries foi solicitado a escrever o volume sobre religião germânica para os Grundriss der Germanischen Philologie de Hermann Paul. O resultado Altgermanische Religionsgeschichte (1935-1937) foi publicado em alemão em dois volumes. Em Altgermanische Religionsgeschichte, de Vries expressou oposição ao Nordicismo e dúvidas sobre a continuidade da cultura germânica até os tempos modernos, o que o colocou em desacordo com a ideologia nazista dominante na Alemanha na época. Sua tradução do Edda foi publicada em 1938 e reimpressa em 1971. Foi descrita como "uma pequena obra- prima literária".  Em 1938, com o patrocínio do Maatschappij der Nederlandse Letterkunde e da Academia Real de Língua e Literatura Holandesa, ele estabeleceu a Bibliotheek der Nederlandsche letteren, uma série de obras literárias holandesas.
Durante a década de 1930, de Vries argumentou fortemente a favor do estabelecimento de estudos de folclore como uma disciplina científica distinta. Ele acreditava que os contos de fadas poderiam ser considerados extensões dos mitos. Em 1934, ele ajudou a estabelecer o Interuniversitaire Commissie ter Voorbereiding van een Volkskundeatlas. Em 1937, foi nomeado presidente da Sociedade Internacional de Etnologia e Folclore. Ele também foi editor da revista folclórica Folk. Foi graças aos esforços de De Vries que o estudo do folclore foi estabelecido como uma disciplina científica na Holanda na década de 1930. Em 1938, de Vries foi admitido na Academia Real Holandesa de Artes e Ciências, e foi nomeado presidente de seu Comitê de Folclore.

## Segunda Guerra Mundial
Durante a ocupação da Holanda pela Alemanha nazista durante a Segunda Guerra Mundial, de Vries atuou como vice-presidente da Nederlandsche Kultuurkamer, cuja aprovação era necessária para qualquer produção artística ou literária na Holanda durante esse período. Em 1940, logo após a Batalha da Holanda, de Vries escreveu o panfleto Naar een betere toekomst (Rumo a um futuro melhor), onde expressou sua oposição à democracia e argumentou a favor de uma vitória alemã na guerra. De 1940 a 1941, de Vries foi presidente da Algemeen-Nederlands Verbond, uma organização que trabalha para uma cooperação mais estreita entre a Holanda e a Flandres. Durante a guerra, ele publicou artigos sobre runas e religião germânica com editores nazistas, trabalhou para o Hamer, contribuiu para projetos de Ahnenerbe e, em 1943, tornou-se um "membro simpatizante" da SS germânica.  Embora ele tenha colaborado com os nazistas, seus trabalhos acadêmicos não exibem nenhuma característica da ideologia nazista. Ele se recusou a se juntar ao Movimento Nacional Socialista na Holanda. Os líderes nazistas não acreditavam que de Vries fosse um adepto do nazismo e duvidavam de sua lealdade.
A obra mais importante de De Vries produzida durante a guerra é seu Altnordische Literaturgeschichte (1941-1942) em dois volumes. Ele fornece uma história literária geral da literatura nórdica antiga.
Percebendo que os alemães perderiam a guerra, de Vries e sua família fugiram para Leipzig, Alemanha, em setembro de 1944.

## Carreira pós-guerra
Em 27 de fevereiro de 1946, de Vries foi demitido da Universidade de Leiden devido às suas convicções políticas. Ele também foi expulso da Academia Real Holandesa de Artes e Ciências e do Maatschappij der Nederlandse Letterkunde.  De Vries acabou sendo preso e internado em Vught a partir de 10 de outubro de 1946. Em maio-junho de 1948, o Bijzonder Gerechtshof considerou de Vries culpado de "colaboração intelectual" e o privou do direito de votar e ocupar cargos políticos.

Jan de Vries (1890-1964) é geralmente considerado o maior estudioso no campo dos estudos germânicos do século XX... Vries deve ser considerado um dos maiores cientistas sociais de sua geração.

Após sua libertação da prisão, de Vries não teve renda e, portanto, foi autorizado a voltar a trabalhar como professor de literatura holandesa em Oostburg . A decisão de permitir que de Vries trabalhasse novamente foi recebida com críticas devido a seus crimes políticos anteriores. Depois de se aposentar do ensino em 1955, de Vries retomou seu trabalho acadêmico. Embora vivesse em isolamento quase completo e tivesse perdido toda a sua biblioteca durante a guerra, esta foi uma época de notável produtividade para ele. Em 1956–1957, ele publicou uma segunda edição revisada de Altgermanische Religionsgeschichte, que continua sendo seu trabalho mais famoso e influente. Nesta segunda edição revisada, de Vries emprestou apoio crítico à hipótese trifuncional de Georges Dumézil. Altgermanische Religionsgeschichte constituiu o trabalho padrão na religião germânica (incluindo o nórdico antigo) até os dias atuais.  
Após sua mudança para Utrecht em 1957, várias obras importantes foram publicadas, incluindo Kelten und Germanen (1960), Keltische Religionsgeschichte (1961) e Forschungsgeschichte der Mythologie (1961). Seu Altnordisches Etymologisches Wörterbuch (1961) foi finalmente publicado após muitos anos de trabalho. No final de sua vida, de Vries trabalhou principalmente em seu Nederlands Etymologisch Woordenboek (1961-1971). Ele morreu em Utrecht em 23 de julho de 1964.

## Legado
Altnordische Literaturgeschichte por de Vries foi publicado em uma segunda edição revisada em 1964-1967.  Permaneceu o trabalho padrão na literatura nórdica antiga até os dias atuais.
Os volumes restantes do Nederlands Etymologisch Woordenboek foram concluídos por F. de Tollenaere.  As publicações de De Vries sobre literatura nórdica antiga, etimologia holandesa e religião germânica formaram a base para a pesquisa moderna sobre os assuntos e permaneceram como obras de referência padrão até os dias atuais.  Stefan Arvidsson descreve de Vries como o maior estudioso de estudos germânicos do século 20, e como um dos principais cientistas sociais de sua geração.  É provável que seus trabalhos continuem a formar a base da pesquisa moderna por muitos anos.

## Vida pessoal
De Vries casou-se com Maria Machteld Vogel em 10 de outubro de 1915. Juntos, eles tiveram três filhos, duas meninas e um menino.

## Trabalhos selecionados
- Studiën sobre Færösche Balladen, diss. Amsterdã, 1915; Heidelberg: Rother, 1922.
- De Wikingen in de lage landen bij de zee, Haarlem, 1923.
- tradução: Henrik Ibsen, Zes Voordrachten, Maastricht, 1924.
- De Germansche Oudheid, Haarlem, 1930.
- Contribuições para o estudo de Othin: especialmente em sua relação com as práticas agrícolas no folclore popular moderno, FFC 94, Helsinki, 1931.
- O Problema de Loki, FFC 110, Helsinki, 1932.
- Altgermanische Religionsgeschichte, 2 vols. Vol. 1, (Grundriß der Germanischen Philologie 12.1), Berlin-Leipzig: de Gruyter, 1935, 2ª rev. ed. 1956, vol. 2 (Grundriß der Germanischen Philologie 12.2), Berlin-Leipzig: de Gruyter, 1937, 2ª rev. ed. 1957 (3ª ed. 1970, repr. 2000).
- Wulfilae Codices Ambrosiani Rescripti, Epistularum Evangelicarum Textum Goticum Exhibentes, Phototypice editi et prooemiostructi a Jano de Vries, Bibliothecae Ambrosianae Codices quam similime expressi, 3 vols., Turim, 1936.
- Edda, vertaald en van inleidingen voorzien, Amsterdam, 1938, 2ª rev. ed. Amsterdam, 1942, (3ª ed. 1943, 4ª ed. 1944, 5ª ed. 1952, 6ª ed. 1978, 7ª ed. 1980, 8ª ed. 1988).
- De Germansche Oudheid, 1930; rev. ed. como De Germanen, Haarlem, 1941.
- De Wetenschap der Volkskunde (Hoekstenen onzer Volkskultuur 1), Amsterdam, 1941.
- Altnordische Literaturgeschichte, 2 vols. Vol. 1 (Grundriß der germanischen Philologie 15), Berlin-Leipzig: de Gruyter, 1941, 2ª rev. ed. 1964 repr. 1970, vol. 2 (Grundriß der germanischen Philologie 16), Berlin: de Gruyter, 1942, rev. ed. 1967 repr. 1970 (3ª ed. 1 vol. 1999ISBN 3-11-016330-6 ).
- Die Geistige Welt der Germanen, Halle ad Saale: Niemeyer, 1943 (2ª ed. 1945, 3ª ed. Darmstadt, 1964).
- De Goden der Germanen, Amsterdam, 1944.
- Het Nibelungenlied, 2 vols. Vol 1 Sigfried, de Held van Nederland, Vol. 2 Kriemhilds Wraak, Antuérpia, 1954.
- Etymologisch Woordenboek: Waar komen onze woorden en plaatsnamen vandaan?, Utrecht-Antuérpia, 1958, 2ª rev. ed. 1959.
- Heldenlied en Heldensage, Utrecht-Antuérpia, 1959; tr. como Canção Heroica e Lenda Heroica, Oxford, 1963.
- Kelten und Germanen (Bibliotheca Germanica 9), Berna, 1960.
- Altnordisches Etymologisches Wörterbuch, Leiden, 1961 (2ª ed. 1963).
- Keltische Religion, (Die Religionen der Menschheit 18), Stuttgart, 1961.
- Godsdienstgeschiedenis em Vogelvlucht, Utrecht-Antuérpia, 1961.
- Forschungsgeschichte der Mythologie, (Orbis Academicus 1.7), Freiburg, 1961.
- Woordenboek der Noord-en Zuidnederlandse Plaatsnamen, Utrecht-Antuérpia, 1962.